# Thomisus kalaharinus
Thomisus kalaharinus är en spindelart som beskrevs av Lawrence 1936. Thomisus kalaharinus ingår i släktet Thomisus och familjen krabbspindlar. Inga underarter finns listade i Catalogue of Life.